# 紅軍石刻標語赤化全川
紅軍石刻標語“赤化全川”位於四川省巴中市通江縣沙溪镇红云崖村，文物遺址年代判定為1933年。1980年7月7日列為四川省重新確定公布的第一批省級文物保護單位。2006年5月25日公佈為第六批全國重點文物保護單位。